# Compsibidion concisum
Compsibidion concisum är en skalbaggsart som beskrevs av Dilma Solange Napp och Martins 1985. Compsibidion concisum ingår i släktet Compsibidion och familjen långhorningar. Inga underarter finns listade i Catalogue of Life.